# Dangun Wanggeom
Dangun Wanggeom (단군왕검) var kung över det koreanska kungariket Gojoseon (고조선) som han också själv grundade år 2333 f.Kr.
Enligt legenden var han son till en kvinna som varit en björn och hette Ungnyeo (웅녀) och till en gud som hette Hwanung (환웅).